# Basketball Bundesliga 2017-18
La Basketball Bundesliga 2017-18 fue la edición número 52 de la Basketball Bundesliga, la primera división del baloncesto profesional de Alemania. El campeón fue el Bayern de Múnich, que lograba su cuarto título, mientras que descendieron a la ProA los dos últimos clasificados, Oettinger Rockets Gotha y Tigers Tübingen.

## Equipos

### Ascensos y descensos
Rasta Vechta y Phoenix Hagen descendieron de la BBL tras la temporada 2016–17, al acabar en los dos últimos lugares. Mitteldeutscher BC y Oettinger Rockets Gotha ascendieron desde la ProA.

### Equipos 2017-2018 y localización
| Equipo                        | Ciudad       | Arena                  | Capacidad |
| ----------------------------- | ------------ | ---------------------- | --------- |
| Brose Bamberg                 | Bamberg      | Brose Arena            | 6,150     |
| Medi bayreuth                 | Bayreuth     | Oberfrankenhalle       | 4,000     |
| Alba Berlin                   | Berlin       | Mercedes-Benz Arena    | 14,500    |
| Telekom Baskets Bonn          | Bonn         | Telekom Dome           | 6,000     |
| Basketball Löwen Braunschweig | Braunschweig | Volkswagen Halle       | 6,600     |
| Eisbären Bremerhaven          | Bremerhaven  | Bremerhaven Stadthalle | 4,050     |
| Skyliners Frankfurt           | Frankfurt    | Fraport Arena          | 5,002     |
| Gießen 46ers                  | Gießen       | Sporthalle Gießen-Ost  | 4,003     |
| BG Göttingen                  | Göttingen    | Sparkassen Arena       | 3,447     |
| Oettinger Rockets             | Gotha        | Messe Erfurt           | 3,236     |
| Science City Jena             | Jena         | Sparkassen-Arena       | 3,000     |
| MHP Riesen Ludwigsburg        | Ludwigsburg  | MHP-Arena              | 5,300     |
| Mitteldeutscher BC            | Weißenfels   | Stadthalle Weißenfels  | 3,000     |
| Bayern de Múnich              | Munich       | Audi Dome              | 6,700     |
| EWE Baskets Oldemburgo        | Oldemburgo   | Große EWE Arena        | 6,069     |
| Tigers Tübingen               | Tübingen     | Paul Horn-Arena        | 3,132     |
| ratiopharm Ulm                | Ulm          | Arena Ulm/Neu-Ulm      | 6,000     |
| s.Oliver Wurzburgo            | Wurzburgo    | s.Oliver Arena         | 3,140     |

## Temporada regular

### Clasificación
| Pos. | Equipo                        | PJ | G  | P  | PF   | PC   | DP   | Pts | Clasificación o descenso    |
| ---- | ----------------------------- | -- | -- | -- | ---- | ---- | ---- | --- | --------------------------- |
| 1    | Bayern de Múnich              | 34 | 31 | 3  | 3011 | 2573 | +438 | 65  | Clasificación para playoffs |
| 2    | Alba Berlin                   | 34 | 29 | 5  | 3044 | 2540 | +504 | 63  | Clasificación para playoffs |
| 3    | MHP Riesen Ludwigsburg        | 34 | 26 | 8  | 2932 | 2574 | +358 | 60  | Clasificación para playoffs |
| 4    | Brose Bamberg                 | 34 | 22 | 12 | 2789 | 2594 | +195 | 56  | Clasificación para playoffs |
| 5    | Telekom Baskets Bonn          | 34 | 21 | 13 | 2815 | 2667 | +148 | 55  | Clasificación para playoffs |
| 6    | Medi Bayreuth                 | 34 | 21 | 13 | 2849 | 2756 | +93  | 55  | Clasificación para playoffs |
| 7    | EWE Baskets Oldemburgo        | 34 | 21 | 13 | 2922 | 2822 | +100 | 55  | Clasificación para playoffs |
| 8    | Skyliners Frankfurt           | 34 | 20 | 14 | 2649 | 2614 | +35  | 54  | Clasificación para playoffs |
| 9    | s.Oliver Baskets              | 34 | 19 | 15 | 2690 | 2578 | +112 | 53  |                             |
| 10   | ratiopharm Ulm                | 34 | 16 | 18 | 2748 | 2775 | −27  | 50  |                             |
| 11   | Gießen 46ers                  | 34 | 16 | 18 | 2949 | 3016 | −67  | 50  |                             |
| 12   | Basketball Löwen Braunschweig | 34 | 14 | 20 | 2527 | 2741 | −214 | 48  |                             |
| 13   | Science City Jena             | 34 | 14 | 20 | 2677 | 2790 | −113 | 48  |                             |
| 14   | BG Göttingen                  | 34 | 10 | 24 | 2684 | 2980 | −296 | 44  |                             |
| 15   | Mitteldeutscher BC            | 34 | 10 | 24 | 2748 | 2957 | −209 | 44  |                             |
| 16   | Eisbären Bremerhaven          | 34 | 8  | 26 | 2647 | 2857 | −210 | 42  |                             |
| 17   | Oettinger Rockets (R)         | 34 | 7  | 27 | 2566 | 2914 | −348 | 41  | Descenso a ProA             |
| 18   | Tigers Tübingen (R)           | 34 | 1  | 33 | 2525 | 3024 | −499 | 35  | Descenso a ProA             |

 Fuente: Beko BBL
Criterios de clasificación: 1) puntos; 2) Enfrentamientos directos; 3) Diferencia de puntos; 4) Puntos anotados.
Notas:
1. 1 2 3  Bonn 6 Pts; Bayreuth 4 Pts; Oldemburgo 2 Pts
2. 1 2  Ulm 174–165 Gießen
3. 1 2  Braunschweig 154–151 Jena
4. 1 2  Göttingen 185–174 MBC

### Resultados
| Local \ Visitante   | BAM    | BAY    | BER    | BON   | BRA    | BRE   | FRA    | GIE    | GOT     | JEN    | LUD     | MBC    | MUN    | OET    | OLD    | TUB    | ULM    | WUR   |
| ------------------- | ------ | ------ | ------ | ----- | ------ | ----- | ------ | ------ | ------- | ------ | ------- | ------ | ------ | ------ | ------ | ------ | ------ | ----- |
| Brose Bamberg       | —      | 88–73  | 75–77  | 83–65 | 82–55  | 79–74 | 75–67  | 87–84  | 100–61  | 80–71  | 80–73   | 103–66 | 63–71  | 85–80  | 95–82  | 97–63  | 80–77  | 70–67 |
| Medi bayreuth       | 85–75  | —      | 83–76  | 97–85 | 84–62  | 84–74 | 69–62  | 96–75  | 86–83   | 75–88  | 70–73   | 82–74  | 77–86  | 93–72  | 98–102 | 85–71  | 88–75  | 86–80 |
| Alba Berlin         | 81–75  | 100–68 | —      | 90–69 | 88–81  | 64–66 | 106–69 | 88–66  | 98–71   | 100–67 | 96–86   | 91–71  | 70–80  | 95–61  | 91–83  | 99–63  | 102–73 | 80–76 |
| Telekom Baskets     | 106–69 | 85–82  | 76–84  | —     | 87–56  | 75–86 | 75–79  | 83–78  | 82–70   | 102–80 | 105–109 | 84–91  | 72–83  | 79–73  | 90–68  | 89–80  | 86–74  | 78–75 |
| Basketball Löwen    | 68–94  | 75–100 | 62–72  | 73–76 | —      | 81–68 | 77–74  | 85–96  | 91–86   | 69–68  | 67–74   | 71–63  | 82–91  | 82–68  | 99–88  | 94–77  | 80–73  | 73–71 |
| E. Bremerhaven      | 76–83  | 99–103 | 85–99  | 73–89 | 72–65  | —     | 69–81  | 87–74  | 74–77   | 72–80  | 77–98   | 79–82  | 83–85  | 80–74  | 80–90  | 78–73  | 82–89  | 80–72 |
| Skyliners Frankfurt | 83–72  | 72–68  | 90–84  | 76–81 | 78–71  | 95–69 | —      | 70–86  | 88–80   | 67–65  | 81–88   | 83–67  | 83–87  | 90–82  | 93–82  | 90–63  | 75–89  | 78–72 |
| Gießen 46ers        | 96–105 | 107–96 | 102–87 | 80–86 | 84–79  | 89–73 | 83–59  | —      | 102–111 | 84–60  | 98–118  | 107–99 | 53–87  | 71–96  | 95–99  | 110–98 | 70–84  | 80–86 |
| BG Göttingen        | 105–98 | 70–93  | 69–88  | 65–91 | 75–79  | 81–78 | 95–92  | 78–94  | —       | 86–60  | 62–88   | 96–90  | 72–78  | 75–88  | 85–93  | 95–75  | 84–94  | 81–74 |
| Science City Jena   | 85–68  | 107–90 | 89–99  | 73–69 | 83–85  | 90–68 | 70–82  | 86–65  | 103–92  | —      | 64–78   | 61–75  | 78–85  | 85–81  | 74–83  | 74–69  | 92–87  | 79–81 |
| MHP Riesen          | 91–74  | 78–47  | 67–86  | 87–78 | 72–59  | 92–69 | 79–62  | 81–83  | 93–61   | 91–62  | —       | 99–77  | 73–90  | 94–54  | 90–86  | 88–79  | 89–54  | 87–77 |
| Mitteldeutscher BC  | 74–76  | 80–93  | 80–89  | 61–87 | 84–78  | 98–90 | 93–96  | 97–102 | 84–89   | 94–100 | 81–92   | —      | 77–95  | 82–69  | 71–72  | 93–88  | 80–69  | 78–86 |
| Bayern de Múnich    | 77–68  | 96–88  | 72–91  | 78–50 | 111–53 | 98–95 | 72–60  | 107–83 | 91–77   | 101–78 | 91–71   | 111–91 | —      | 102–80 | 95–74  | 84–72  | 100–95 | 76–84 |
| Oettinger Rockets   | 64–92  | 65–82  | 68–98  | 70–93 | 87–92  | 98–90 | 56–77  | 81–90  | 74–63   | 97–101 | 72–89   | 70–74  | 59–98  | —      | 74–94  | 100–82 | 79–81  | 85–77 |
| EWE Baskets         | 81–74  | 88–89  | 81–88  | 82–86 | 86–84  | 85–73 | 74–90  | 98–82  | 97–75   | 79–69  | 79–87   | 86–84  | 100–77 | 88–68  | —      | 83–75  | 94–83  | 61–75 |
| Tigers Tübingen     | 73–81  | 77–87  | 75–125 | 75–84 | 69–77  | 75–87 | 57–65  | 83–106 | 80–67   | 64–91  | 75–93   | 99–100 | 72–87  | 83–90  | 61–92  | —      | 74–81  | 57–73 |
| ratiopharm Ulm      | 67–90  | 74–84  | 68–72  | 87–94 | 88–77  | 85–77 | 77–78  | 90–95  | 89–65   | 87–72  | 84–77   | 93–76  | 75–89  | 78–62  | 70–87  | 95–82  | —      | 72–69 |
| s.Oliver Baskets    | 76–73  | 82–68  | 76–90  | 80–78 | 72–45  | 74–64 | 81–64  | 96–79  | 95–82   | 85–72  | 94–87   | 71–61  | 74–80  | 79–69  | 84–86  | 84–69  | 74–91  | —     |

## Playoffs
Las tres rondas se jugarán al mejor de cinco partidos, con el equipo mejor clasificado jugando primer, tercero y quinto partido en casa.
|  | Cuartos de final 5–19 mayo | Cuartos de final 5–19 mayo | Cuartos de final 5–19 mayo |                        |   | Senmifinales 20–31 mayo | Senmifinales 20–31 mayo | Senmifinales 20–31 mayo |  |   | Final 3–17 junio | Final 3–17 junio | Final 3–17 junio |  |
|  |                            |                            |                            |                        |   |                         |                         |                         |  |   |                  |                  |                  |  |
|  |                            |                            |                            |                        |   |                         |                         |                         |  |   |                  |                  |                  |  |
|  | 1                          | Bayern Munich              | 3                          |                        |   |                         |                         |                         |  |   |                  |                  |                  |  |
|  | 1                          | Bayern Munich              | 3                          |                        |   |                         |                         |                         |  |   |                  |                  |                  |  |
|  | 8                          | Fraport Skyliners          | 2                          |                        |   |                         |                         |                         |  |   |                  |                  |                  |  |
|  | 8                          | Fraport Skyliners          | 2                          |                        | 1 | Bayern Munich           | 3                       |                         |  |   |                  |                  |                  |  |
|  |                            |                            |                            |                        | 1 | Bayern Munich           | 3                       |                         |  |   |                  |                  |                  |  |
|  |                            |                            | 4                          | Brose Bamberg          | 1 |                         |                         |                         |  |   |                  |                  |                  |  |
|  | 4                          | Brose Bamberg              | 4                          | Brose Bamberg          | 1 | 3                       |                         |                         |  |   |                  |                  |                  |  |
|  | 4                          | Brose Bamberg              |                            |                        |   |                         |                         |                         |  |   |                  |                  |                  |  |
|  | 5                          | Telekom Baskets Bonn       | 0                          |                        |   |                         |                         |                         |  |   |                  |                  |                  |  |
|  | 5                          | Telekom Baskets Bonn       | 0                          |                        |   |                         |                         |                         |  | 1 | Bayern Munich    | 3                |                  |  |
|  |                            |                            |                            |                        |   |                         |                         |                         |  | 1 | Bayern Munich    | 3                |                  |  |
|  |                            |                            | 2                          | Alba Berlin            | 2 |                         |                         |                         |  |   |                  |                  |                  |  |
|  | 2                          | Alba Berlin                | 2                          | Alba Berlin            | 2 | 3                       |                         |                         |  |   |                  |                  |                  |  |
|  | 2                          | Alba Berlin                |                            |                        |   |                         |                         |                         |  |   |                  |                  |                  |  |
|  | 7                          | EWE Baskets Oldemburgo     | 2                          |                        |   |                         |                         |                         |  |   |                  |                  |                  |  |
|  | 7                          | EWE Baskets Oldemburgo     | 2                          |                        | 2 | Alba Berlin             | 3                       |                         |  |   |                  |                  |                  |  |
|  |                            |                            |                            |                        | 2 | Alba Berlin             | 3                       |                         |  |   |                  |                  |                  |  |
|  |                            |                            | 3                          | MHP Riesen Ludwigsburg | 0 |                         |                         |                         |  |   |                  |                  |                  |  |
|  | 3                          | MHP Riesen Ludwigsburg     | 3                          | MHP Riesen Ludwigsburg | 0 | 3                       |                         |                         |  |   |                  |                  |                  |  |
|  | 3                          | MHP Riesen Ludwigsburg     |                            |                        |   |                         |                         |                         |  |   |                  |                  |                  |  |
|  | 6                          | Medi Bayreuth              | 0                          |                        |   |                         |                         |                         |  |   |                  |                  |                  |  |
|  | 6                          | Medi Bayreuth              | 0                          |                        |   |                         |                         |                         |  |   |                  |                  |                  |  |
|  |                            |                            |                            |                        |   |                         |                         |                         |  |   |                  |                  |                  |  |

## Galardones
| Premio                  | Jugador              | Club                    |
| ----------------------- | -------------------- | ----------------------- |
| MVP de la liga          | Luke Sikma           | Alba Berlin             |
| MVP de las finales      | Danilo Barthel       | Bayern de Múnich        |
| Máximo anotador         | Philip Scrubb        | Fraport Skyliners       |
| Mejor jugador ofensivo  | Philip Scrubb        | Fraport Skyliners       |
| Mejor jugador defensivo | Yorman Polas Bartolo | Telekom Baskets Bonn    |
| Jugador más eficiente   | John Bryant          | Gießen 46ers            |
| Jugador más eficiente   | Robin Benzing        | s.Oliver Wurzburgo      |
| Mejor jugador joven     | Andreas Obst         | Oettinger Rockets Gotha |
| Entrenador del Año      | Aíto García Reneses  | Alba Berlin             |

## Líderes estadísticos
| Categoría         | Jugador        | Club                    | Media |
| ----------------- | -------------- | ----------------------- | ----- |
| Puntos            | Philip Scrubb  | Fraport Skyliners       | 19.6  |
| Rebotes           | John Bryant    | Gießen 46ers            | 10.7  |
| Asistencias       | Jared Jordan   | Walter Tigers Tübingen  | 6.4   |
| Robos             | Retin Obasohan | Oettinger Rockets Gotha | 2.0   |
| Tapones           | Julian Gamble  | Telekom Baskets Bonn    | 1.9   |
| Pérdidas de balón | Tai Webster    | Fraport Skyliners       | 3.4   |